# Acento tônico
Acento tônico (português brasileiro) ou tónico (português europeu) denota, na Linguística, a tonicidade, ou seja, a ênfase dada a determinadas sílabas das palavras durante a fala. Sílabas acentuadas parecem ser pronunciadas mais alto e com mais força do que as que não são.
Em português, é possível diferenciar dois tipos de acentos tônicos. O de maior intensidade, presente, por exemplo, na última sílaba da palavra "amar", é chamado principal. Outro, menos intenso, presente, por exemplo, na primeira sílaba da palavra "sozinho", é chamado secundário.
No alfabeto fonético internacional, esses acentos são representados, respectivamente, pelos caracteres ˈ e ˌ. Esses símbolos devem preceder a sílaba tônica. Em X-SAMPA, os símbolos que representam esses acentos são: " e %.     
É possível classificar as línguas segundo a acentuação das sílabas entre aquelas que têm acento fixo e aquelas que têm acento livre.
Encaixam-se no primeiro grupo os idiomas cuja acentuação é previsível. Dessa forma, o francês, no qual a maioria das palavras têm a última sílaba acentuada, o latim, em que as palavras são acentuadas na penúltima ou antepenúltima sílabas, dependendo da duração da vogal daquela, o alemão e o esperanto têm acento fixo. Por conta disso, esses idiomas não utilizam acentuação gráfica para marcar a tonicidade. O inglês também não utiliza acentos, contudo, em inglês, a tonicidade das palavras é imprevisível.
As ortografias de certas línguas como japonesa fazem uso de sinais diacríticos para indicar a tonicidade de uma sílaba. Estes são os chamados acentos gráficos. O português e o espanhol também utilizam acentos, como por exemplo, em lâmpada (português) e lámpara (espanhol).

## Tonicidade
Tonicidade é uma propriedade da sílaba tônica, isso é, da sílaba que é pronunciada mais forte em uma palavra. É uma característica dependente de idioma que é estudada pela prosódia. Dependendo do idioma, a sílaba tônica de uma palavra pode ou não ser marcada com acentos gráficos, de acordo com as regras de acentuação desse idioma.

## Acentuação tônica
Na língua portuguesa, a sílaba tônica pode aparecer em três diferentes posições; consequentemente, as palavras podem receber três classificações quanto a esse aspecto:
- Oxítonas ou agudas: são aquelas cuja sílaba tônica é a última: você, ruim, café, carcará, jiló, vatapá, alguém, anzol, ninguém, condor, paul.
- Paroxítonas ou graves: são aquelas cuja sílaba tônica é a penúltima: gente, dólar, álbum, planeta, pedra, vírus, homem, caminho, tórax, alto, amável, âmbar, táxi, éter, hífen.
- Proparoxítonas ou esdrúxulas: são aquelas cuja sílaba tônica é a antepenúltima: lágrima, mágico, trânsito, lâmpada, xícara, ótimo, último, médico, Alcântara, fanático.

Nos exemplos dados para os três casos, só há palavras com mais de uma sílaba. Quanto às de apenas uma sílaba, os chamados monossílabos, há divergências quanto à sua classificação tônica. Quando apresentam tonicidade, como no caso de má, pó, fé, há quem as considere simplesmente monossílabos tônicos. Outros preferem dizer que são "oxítonas de apenas uma sílaba". A questão é polêmica, mas a primeira tese (monossílabos tônicos) tem mais adeptos. É importante destacar que só se percebe se um monossílabo é tônico ou átono pronunciando-o numa sequência de palavras, ou seja, numa frase.

## Sinais gráficos
Os sinais gráficos utilizados para marcar a tonicidade das palavras variam conforme o idioma estudado. O português, por exemplo, utiliza o acento agudo (´) e o circunflexo (^). Exemplos:
- Pároco
- Crônica

Outro sinal que costuma ser utilizado em diversos idiomas, além dos citados acima, é o acento grave (`), que em português é utilizado para marcar a crase.  Em materiais ou mídias de cursos de aprendizagem de idiomas são utilizados outros sinais e também recursos, como o macro (¯), a braquia (um pequeno semicírculo semelhante ao "u" sobre a letra), o negrito, o itálico, a cor da letra, o sombreamento, as letras maiúsculas, etc.
No alfabeto fonético internacional, produzido pela International Phonetic Association (Associação Fonética Internacional - IPA), a tonicidade é indicada por um apóstrofo (mais precisamente, pelo símbolo de minuto) imediatamente antes da sílaba tônica. Exemplo: ['silɐbɐ].

## Identificando a sílaba tônica
Um método simples de identificar qual a sílaba tônica de uma palavra, inclusive usado em escolas primárias, é simular que você está chamando alguém que está longe e tenha o mesmo nome da palavra. A sílaba tônica será sempre a que tiver o maior tempo de pronúncia. Por exemplo, a palavra "bicicleta", se você fosse chamar (ou gritar) uma pessoa com este nome, a sílaba "cle" será a com maior tempo: "bicicleeeeeta!".

## Poesia
A tonicidade, em geral a da última palavra, é utilizada para terminar a contagem das sílabas, sendo, por isso, importante para a métrica e a versificação.